# NGC 2150
NGC 2150 je galaksija u zviježđu Zlatnoj ribi.

## Vanjske poveznice
- SEDS: NGC 2150